# Jorge Anders
Jorge Alberto Anders (Vila Velha, 19 de março de 1955) é um médico e político brasileiro.

## Carreira
Nascido em Vila Velha, Anders entrou na década de 1970 para o Movimento Democrático Brasileiro (MDB), então partido oposicionista a Ditadura militar brasileira. Em 1978, iniciou o curso de Medicina na Escola Superior de Ciências da Santa Casa de Misericórdia de Vitória (EMESCAM), que concluiu em 1983. Com o fim da ditadura filiou-se ao MDB. Foi membro diretório do sindicato dos médicos do Espírito Santo.
Em 1986, elegeu-se deputado estadual constituinte pelo estado do Espírito Santo. Em 1988, filiou-se ao Partido da Social Democracia Brasileira (PSDB), onde concorreu a prefeitura de Vila Velha e foi eleito para o cargo.
Em 1994, foi eleito deputado federal pelo PSDB, sendo o terceiro mais votado do estado e o mais bem votado do partido com 48.866 votos. Votou contra a Reforma da previdência desenvolvida por Fernando Henrique Cardoso (PSDB) e causou mal-estar em seu partido.
Candidatou-se novamente para prefeito de Vila Velha em 1996, e foi novamente eleito com 70.155 votos. Em 2000 candidatou-se a reeleição porém foi derrotado pelo candidato do Partido Trabalhista Brasileiro (PTB), Max Freitas Mauro Filho por mais de setenta mil votos de diferença.
Em 2008, foi candidato a vereador em Vila Velha, já filiado ao Partido Social Liberal (PSL), porém sua candidatura foi impugnada pelo Tribunal de Contas devido a problemas na prefeitura em relação a prestação de contas. Anders buscou recurso ao Supremo Tribunal Federal porém sem sucesso.

## Controvérsias

### Prefeitura de Vila Velha
Após denúncia do Ministério Público do Espírito Santo, foi considerado culpado pela 3ª Vara da Fazenda Pública Estadual em caso de improbidade administrativa em um contrato com a empresa Facol que alugava veículos para o município em 2002. A justiça alega que a perda aos cofre públicos seja de 2,7 milhões. Com a decisão Anders foi punido com perda de direitos políticos e ressarcimento do dinheiro aos cofres públicos.